# La Tribune (Frankreich)
La Tribune ist eine französische Tageszeitung mit den Themenschwerpunkten Wirtschaft und Finanzen. Sie wurde am 15. Januar 1985 unter dem Namen La Tribune de l’économie vom Verlagshaus Agefi gegründet, seit Februar 2008 gehört sie zu News Participations. Seit der Ausgabe vom 31. Januar 2012 erscheint sie ausschließlich online.

## Geschichte
Nach Gründung der Zeitung 1985 wechselte sie 1988 das erste Mal den Besitzer und wurde fortan unter dem Namen La Tribune de l’Expansion vom Verlag L’Expansion vertrieben. 1992 wechselt zum zweiten Mal den Namen: Nach der Fusion mit der Zeitung La Cote Desfossés erscheint sie neu als La Tribune Desfossés. Im Jahr darauf erwirbt der Luxusgüterhersteller Moët Hennessy Louis Vuitton (LVMH) die Desfossés International-Verlagsgruppe, woraufhin die Zeitung ihren aktuellen Namen La Tribune erhält. Im Februar 2008 wird La Tribune an News Participations, eine Holding von Alain Weill, verkauft. In den gleichen Zeitraum fällt der Kauf der konkurrierenden Wirtschaftszeitung Les Échos durch LVMH.
Am 30. Januar 2012 erschien die letzte gedruckte Ausgabe der Zeitung. Nach France Soir ist La Tribune die zweite französische Tageszeitung mit landesweiter Verbreitung, die nur noch online und für Abonnenten zu lesen ist. Gleichzeitig wurde das Blatt an France Economie Régions (FER) und die Gruppe Internet Hi-Media verkauft. Bei der Neustrukturierung sollen 50 von 165 Beschäftigten ihren Arbeitsplatz behalten, davon 31 Journalisten. Als Grund für die Neuausrichtung werden die Zeitungskrise und der Wegfall von Werbeeinnahmen bei wachsender Bedeutung des Internets für die Verbreitung von Informationen genannt.
2023 erwarb die Reederei CMA CGM die Tribune.

## Wettbewerber
Wichtigster Wettbewerber der Zeitung in Frankreich ist Les Échos.